# Rogério de Salerno
Rogério de Salerno, Rogério de Altavila ou Rogério do Principado (m. 28 de Junho de 1119) foi um cruzado, regente do Principado de Antioquia de 1112 a 1119.
Era filho de Ricardo de Altavila, príncipe de Salerno e governador do Condado de Edessa de 1104 a 1108, com uma irmã de Tancredo de Altavila. Quando Balduíno II de Edessa foi aprisionado em 1104 pelos turcos seljúcidas após a batalha de Harã, Tancredo assumiu a regência do condado de Edessa e colocou o primo como governador. Na prática, Ricardo foi o governante do território, uma vez que o Tancredo tinha assumido também a regência do Principado de Antioquia.
Rogério tornou-se regente de Antioquia quando Tancredo morreu em 1112, uma vez que o legítimo príncipe, Boemundo II de Antioquia, ainda era uma criança. Tal como Tancredo, esteve quase constantemente em guerra com os estados muçulmanos vizinhos. Em 1114 houve um terremoto que destruiu muitas das fortificações do principado. Rogério teve o cuidado de as reconstruir, especialmente as mais próximas da fronteira. Casou-se com Hodierne de Rethel, irmã de Balduíno II de Jerusalém, e o seu governo foi imortalizado pelo seu cronista e chanceler Gualtério, com o título Bella Antiochena.
Derrotou os seljúcidas em duas importantes batalhas, em 1114 e 1115. Juntamente com Joscelino I de Edessa, conseguiu colocar pressão militar em Alepo a ponto de esta cidade se aliar com o emir de Mardin em 1118. Este invadiu o principado em 1119 e, apesar dos apelos do patriarca latino de Antioquia Bernardo de Valência, Rogério não quis aguardar a chegada de reforços do Reino Latino de Jerusalém ou do Condado de Trípoli.
Levou 700 cavaleiros (incluindo 500 cavaleiros arménios) e 3 000 soldados de infantaria para a chamada batalha do Campo de Sangue. A derrota foi completa, Rogério e quase todas as forças de Antioquia morreram. Mas o exército turco espalhou-se pelo território para pilhar a terra e não chegou a atacar a cidade de Antioquia, dando tempo a que Balduíno II de Jerusalém chegasse para assumir a regência do principado.